# Ikrény, Győr-Moson-Sopron
Ikrény  este un sat în districtul Győr, județul Győr-Moson-Sopron, Ungaria, având o populație de 1.772 de locuitori (2011). 

## Demografie
Componența etnică a satului Ikrény
     Maghiari (95,88%)
     Germani (2,29%)
     Necunoscut (0,72%)
     Alții (1,11%)
Componența confesională a satului Ikrény
     Romano-catolici (45,71%)
     Fără religie (8,75%)
     Luterani (4,18%)
     Reformați (3,89%)
     Atei (1,13%)
     Necunoscută (35,84%)
     Greco-catolici (0,51%)
     Alte religii (1,3%)
Conform recensământului din 2011, satul Ikrény avea 1.772 de locuitori. Din punct de vedere etnic, majoritatea locuitorilor (95,88%) erau maghiari, cu o minoritate de germani (2,29%). Apartenența etnică nu este cunoscută în cazul a 0,72% din locuitori. Nu există o religie majoritară, locuitorii fiind romano-catolici (45,71%), persoane fără religie (8,75%), luterani (4,18%), reformați (3,89%) și atei (1,13%). Pentru 35,84% din locuitori nu este cunoscută apartenența confesională.